# Moscowijk
De Moscowijk is een wijk in de Belgische gemeente Zulte. De buurt bevindt zich aan de noordoostelijke rand van het centrum, ten zuidoosten van de N43 Harelbeke-Kortrijk en ten noordwesten de spoorlijn Gent-Sint-Pieters - Moeskroen. Kenmerkend voor deze woonwijk is dat alle straten vernoemd zijn naar een vogelsoort.
Belgische gemeenten · Arrondissement Gent · Oost-Vlaanderen · Vlaanderen